# Centre-ville de Saint-Pierre (La Réunion)
 (mai 2015).
Si vous disposez d'ouvrages ou d'articles de référence ou si vous connaissez des sites web de qualité traitant du thème abordé ici, merci de compléter l'article en donnant les références utiles à sa vérifiabilité et en les liant à la section « Notes et références ».
Le centre-ville de Saint-Pierre est le centre-ville de la commune de Saint-Pierre, ville du sud-sud-ouest de l'île de La Réunion, un département et région d'outre-mer français dans le sud-ouest de l'océan Indien.

## Caractéristiques
Structuré par un plan hippodamien, il est borné à l'est par la rivière d'Abord. On y trouve de nombreux commerces, bars, pubs, boîtes de nuit, restaurants, etc. Le centre-ville et son front de mer ont la particularité d'être des endroits très animés où de nombreux fêtards se rejoignent.
Une ZAC, en travaux en 2013 et appelée Zac du mail, va permettre grâce à la réalisation d'une nouvelle artère en contrebas de la rue des Bons enfants, la rue principale commerçante, la construction d'environ 365 logements (dont 60% sociaux), de plus de 9 000 m2 de commerces, ainsi que de nombreux espaces publics. Une Salle des Musiques Actuelles et Contemporaines, la salle de concert "Le Kervéguen", devrait être inaugurée mi-2015. La nouvelle salle, modulable, aura une capacité comprise entre 150 et 800 places. Un studio d’enregistrement sera construit avec des lieux de répétitions ainsi qu’un centre de ressources dans la Villa Aubry attenante. Jardins et bars feront également leur apparition, le tout sur une surface globale de 17.000 m2.
Un multiplexe « Ciné Grand Sud » devait voir le jour sur le front de mer en face des jardins de la plage, le projet a finalement été abandonné. Un projet similaire a reçu un avis favorable en périphérie du centre-ville.